# Frontière entre l'Algérie et la Libye
La frontière entre l'Algérie et la Libye est une frontière internationale continue delimitant les territoires de l'Algérie et de la Libye longue de 982 km.